# Janówek (Zabiełłów)
Janówek – osada wsi Zabiełłów w Polsce położona w województwie łódzkim, w powiecie bełchatowskim, w gminie Drużbice.
W latach 1975–1998 osada administracyjnie należała do województwa piotrkowskiego.